# 山添村
山添村（日语：／ Yamazoe mura */?）是位於日本奈良縣東北部的行政區劃。轄區全域位於大和高原中，約80%的土地為山林地，西側、北側為奈良市轄區，南側為宇陀市，東側與三重縣接鄰。

## 人口
| 山添村人口分布圖 |                                               |  |
| 山添村與日本全國年齡別人口分布比較圖 （2005年資料） | 山添村的年齡、男女別人口分布圖 （2005年資料） |  |
| ■紫色是山添村 ■綠色是全国 | ■藍色是男性 ■紅色是女性                       |  |
| 山添村人口變化 \| 1970年 \| 5,978人 \| \| \| 1975年 \| 5,885人 \| \| \| 1980年 \| 5,822人 \| \| \| 1985年 \| 5,933人 \| \| \| 1990年 \| 5,773人 \| \| \| 1995年 \| 5,420人 \| \| \| 2000年 \| 4,967人 \| \| \| 2005年 \| 4,595人 \| \| \| 2010年 \| 4,107人 \| \| \| 2015年 \| 3,674人 \| \| \| 2020年 \| 3,226人 \| \| |                                               |  |
| 資料來源：日本總務省統計中心提供之人口普查數據 |                                               |  |
| 1970年 | 5,978人                                       |  |
| 1975年 | 5,885人                                       |  |
| 1980年 | 5,822人                                       |  |
| 1985年 | 5,933人                                       |  |
| 1990年 | 5,773人                                       |  |
| 1995年 | 5,420人                                       |  |
| 2000年 | 4,967人                                       |  |
| 2005年 | 4,595人                                       |  |
| 2010年 | 4,107人                                       |  |
| 2015年 | 3,674人                                       |  |
| 2020年 | 3,226人                                       |  |

## 歷史
現在的山添村範圍在令制國時代屬於大和國，西部屬於添上郡，東部屬於山邊郡。在江戶時代西部大部分為郡山藩的領地，東北部多為旗本領地，東南部則為津藩領地。
19世紀明治維新後，這些區域曾先後隸屬奈良縣、郡山縣、津縣，直到1872年的第一次府縣整併中，才全數劃入奈良縣；但在1876年，奈良縣遭到廢除，因而改劃入堺縣，1881年堺縣也遭到廢除，再次改隸屬大阪府。最後1887年恢復設立奈良縣後，才再次歸屬奈良縣。
1889年日本實施町村制，現在的山添村在當時分屬三個行政區劃，包括屬於添上郡，位於現今山添村西部的東山村，屬於山邊郡，分別位於現今山添村東北部和東南部的波多野村和豐原村。
這三個行政區劃在1956年進行合併，合併後的新名稱「山添」則是取自山邊郡和添上郡的第一個字組合而成。但原屬東山村西部的水間地區和別所地區在隔年改併入西側的田原村，並隨著田原村再併入奈良市。
2003年山添村曾規劃與相鄰的月瀨村、都祁村一同併入奈良市，但山添村在公民投票中並未能通過合併案，故至今仍維持獨立的行政區劃。

### 變遷表
| 1889年4月1日 | 1889年 - 1912年 | 1912年 - 1944年 | 1945年 - 1954年 | 1955年 - 1989年            | 1989年 - 現在              | 現在                       |
| ------------ | --------------- | --------------- | --------------- | -------------------------- | -------------------------- | -------------------------- |
| 波多野村     | 波多野村        | 波多野村        | 波多野村        | 1956年9月30日 合併為山添村 | 1956年9月30日 合併為山添村 | 1956年9月30日 合併為山添村 |
| 豐原村       |                 |                 |                 | 1956年9月30日 合併為山添村 | 1956年9月30日 合併為山添村 | 1956年9月30日 合併為山添村 |
| 東山村       |                 |                 |                 | 1956年9月30日 合併為山添村 | 1956年9月30日 合併為山添村 | 1956年9月30日 合併為山添村 |

## 交通
由於轄內並無鐵路通過，前往山添村大多是自位於奈良市的奈良車站、天理市的天理車站或伊賀市的上野市車站，轉成奈良交通或三重交通的路線巴士進入轄內。

## 外部連結
- （日語） 山添村觀光情報站 （页面存档备份，存于）